# Canadá en los Juegos Paralímpicos de Salt Lake City 2002
Canadá estuvo representado en los Juegos Paralímpicos de Salt Lake City 2002 por un total de 27 deportistas, 23 hombres y cuatro mujeres.

## Medallistas
El equipo paralímpico canadiense obtuvo las siguientes medallas:
| Nombre               | Deporte        | Evento                              |
| -------------------- | -------------- | ----------------------------------- |
| Oro                  |                |                                     |
| Lauren Woolstencroft | Esquí alpino   | Eslalon LW3,4,9 femenino            |
| Lauren Woolstencroft | Esquí alpino   | Supergigante LW3,4,6/8,9 femenino   |
| Chris Williamson     | Esquí alpino   | Eslalon B3 masculino                |
| Daniel Wesley        | Esquí alpino   | Eslalon LW12 masculino              |
| Brian McKeever       | Esquí de fondo | 5 km B3 masculino                   |
| Brian McKeever       | Esquí de fondo | 10 km B3 masculino                  |
| Plata                |                |                                     |
| Karolina Wisniewska  | Esquí alpino   | Eslalon LW3,4,9 femenino            |
| Karolina Wisniewska  | Esquí alpino   | Eslalon gigante LW3,4,9 femenino    |
| Daniel Wesley        | Esquí alpino   | Supergigante LW12 masculino         |
| Brian McKeever       | Esquí de fondo | 20 km discapacidad visual masculino |
| Bronce               |                |                                     |
| Karolina Wisniewska  | Esquí alpino   | Descenso LW3,4,6/8,9 femenino       |
| Karolina Wisniewska  | Esquí alpino   | Supergigante LW3,4,6/8,9 femenino   |
| Lauren Woolstencroft | Esquí alpino   | Eslalon gigante LW3,4,9 femenino    |
| Daniel Wesley        | Esquí alpino   | Descenso LW12 masculino             |
| Scott Patterson      | Esquí alpino   | Eslalon gigante LW12 masculino      |